# Подвал господина Гринберга
«Подвал господина Гринберга» — российский психологический триллер, дебютный фильм и дипломная работа выпускника ВКСР В. Меньшова Андрея Паюкова о любви и ненависти. Фильм создан компанией ARNI Cinematronics.
В фильме снялись Дарья Эгерман, Власий Зубов, Агата Муцениеце.
Звукорежиссёр фильма — Владимир Кимович Литровник.
Премьера фильма на широких экранах состоялась 19 октября 2023 года. На онлайн-площадках премьера состоялась 12 декабря 2023 года.

## Сюжет
Сюжет фильма частично основан на материалах уголовного дела.
В провинциальном городке пропадают молодые девушки. Полиция разводит руками, пытаясь поймать преступника. Единственным свидетелем, с которым в баре видели последнюю жертву, становится Артур Гринберг, нелюдимый социофоб, живущий вдалеке от города.
Но прямых улик, доказывающих причастность Артура к исчезновению девушек, не имеется.
Так интеллигентный мужчина становится главным подозреваемым в целом ряде преступлений, но это дело оказывается куда запутаннее, чем можно было предположить поначалу.

## Съёмки
Съёмки фильма проходили с апреля по август 2022 года в городе Братске и посёлке Бикей в специально построенных декорациях и павильонах. Две трети фильма пришлось переснимать, из-за замены главного героя.
Большая часть фильма была отснята с актёром, главным актёром. Кажется, он довольно хорошо подходил на эту роль и был замечательным. По ряду причин мы с ним расстались посреди фильма, и все сцены, которые проходили с ним, 2/3 фильма, нам пришлось переснимать сначала.

## Отзывы и оценки
19 октября 2023 года в Доме кино прошла премьера игрового триллера «Подвал господина Гринберга» (режиссёр А. Паюков). Звукорежиссёр фильма, Владимир Кимович Литровник, руководитель учебно-творческой мастерской ВГИКа:
Триллер вызвал положительную реакцию зрителей на нестандартные приёмы повествования и необычную режиссёрскую интерпретацию. Особенно было отмечено звуковое решение, задающее картине устрашающий тон и формирующее напряжённую атмосферу.
Екатерина Насонова в рецензии журнала DARKER раскритиковала актёрскую игру и фильм в целом, а также написала: «Пожалуй, не считая эротической сцены, единственный эпизод, который действительно неплох, — это развязка фильма со спасением пленницы, можно даже назвать его сильным, особенно на фоне остального провального зрелища.»

## Награды
2023 — Лучший триллер года на XIII Российском Международном фестивале Капля
2023 — Лучший полнометражный фильм на Всероссийском кинофестивале «Белая птица» в Казани
2024 — Лучшая режиссура на VIII Сочи Фильм Фестиваль
2024 — Специальный приз жюри на III Международный кинофестиваль «Мосты» в Санкт-Петербурге
2024 — Первое место в номинации «Лучший детектив» на VIII Майкопском Международном Фильм Фестивале
2024 — Лучший детектив на VIII Феодосийском кинофестивале
2024 — Лучший детектив на VII Воткинском международном фильм фестивале